# Sex on Fire
"Sex On Fire" là đĩa đơn đầu tiên được phát hành từ album phòng thu thứ tư của ban nhạc Alternative rock Mỹ Kings of Leon. Bài hát ngay lập tức đã đạt #1 tại Úc, Phần Lan, Ireland và Vương quốc Anh khi bài hát cùng có số lượng tải về kỹ thuật số cao nhất, trước khi cả bài hát chính thức bài hát. Vào tháng 9 năm 2009, bài hát trở thành đĩa đơn tải kỹ thuật bán chạy thứ hai của ban nhạc tại Anh. Vào tháng 10 năm 2012, đĩa đơn đã thu được 1,2 triệu bản từ doanh số bán ở Anh cũng như tháng 10 năm 2012. Bài hát đã đạt được những thành công nhất định trên thị trường Hoa Kỳ khi đạt #1 trên Hot Modern Rock Tracks và thứ 56 trên bảng xếp hạng Billboard Hot 100. Đây là bài hát thành công vang dội thứ hai của ban nhạc và cả quê hương họ từ trước đến nay.
Năm 2008, ca khúc trên đã đoạt một Giải Grammy trong hai lần đề cử. Đó là Giải Grammy cho Trình diễn Song ca/ Nhóm nhạc Rock xuất sắc nhất đi kèm với đề cử Giải Grammy cho Bài hát Rock hay nhất. Ngoài ra album Only by the Night còn được một đề cử Giải Grammy cho Album Rock xuất sắc nhất. Channel V của Úc đã gọi bài hát là hit lớn thứ ba của năm 2008. Bài hát đã được bình chọn quán quân BJ, Hottest 100, 2008. Sau thành công vang dội tiếp theo của đĩa đơn "Use Somebody" trên các đài phát thanh Pop, bài hát đã được tái phát sóng trên kênh này trong tháng 11. Cả hai bản Soundtrack của bài hát này đã được thu âm và sử dụng để biểu diễn trong buổi lễ Trình diễn thời trang Victoria Secret.

## Xếp hạng và chứng nhận
| Xếp hạng (2008)                                 | Vị trí cao nhất |
| ----------------------------------------------- | --------------- |
| Úc (ARIA)                                       | 1               |
| Áo (Ö3 Austria Top 40)                          | 29              |
| Bỉ (Ultratop 50 Flanders)                       | 9               |
| Canada (Canadian Hot 100)                       | 22              |
| Đan Mạch (Tracklisten)                          | 7               |
| Châu Âu Hot 100 Singles (Billboard)             | 6               |
| Phần Lan (Suomen virallinen lista)              | 1               |
| Pháp (SNEP)                                     | 169             |
| Trường songid là BẮT BUỘC CHO BẢNG XẾP HẠNG ĐỨC | 33              |
| Ireland (IRMA)                                  | 1               |
| Hà Lan (Single Top 100)                         | 16              |
| New Zealand (Recorded Music NZ)                 | 2               |
| Slovakia (Rádio Top 100)                        | 60              |
| Thụy Điển (Sverigetopplistan)                   | 16              |
| Thụy Sĩ (Schweizer Hitparade)                   | 54              |
| Anh Quốc (OCC)                                  | 1               |
| Hoa Kỳ Billboard Hot 100                        | 56              |
| Hoa Kỳ Adult Alternative Songs (Billboard)      | 15              |
| Hoa Kỳ Alternative Songs (Billboard)            | 1               |
| Hoa Kỳ Adult Pop Airplay (Billboard)            | 18              |
| Hoa Kỳ Hot Rock Songs (Billboard)               | 10              |

| Xếp hạng (2008)  | Vị trí |
| ---------------- | ------ |
| Australia (ARIA) | 5      |

| Chart (2009)                         | Position |
| ------------------------------------ | -------- |
| UK Singles (Official Charts Company) | 18       |

| Chart (2000–09)                      | Peak position |
| ------------------------------------ | ------------- |
| Australia (ARIA)                     | 10            |
| UK Singles (Official Charts Company) | 14            |

| Quốc gia                                                                           | Chứng nhận  | Số đơn vị/doanh số chứng nhận |
| ---------------------------------------------------------------------------------- | ----------- | ----------------------------- |
| Úc (ARIA)                                                                          | 4× Bạch kim | 280.000^                      |
| Áo (IFPI Áo)                                                                       | Bạch kim    | 30.000*                       |
| Bỉ (BEA)                                                                           | Bạch kim    | 0*                            |
| Đan Mạch (IFPI Đan Mạch)                                                           | Bạch kim    | 15.000^                       |
| Phần Lan (Musiikkituottajat)                                                       | Vàng        | 6,752                         |
| Đức (BVMI)                                                                         | Bạch kim    | 500.000^                      |
| México (AMPROFON)                                                                  | Vàng        | 60,000*                       |
| Thụy Điển (GLF)                                                                    | Vàng        | 10.000‡                       |
| Anh Quốc (BPI)                                                                     | 2× Bạch kim | 1,200,000                     |
| Hoa Kỳ (RIAA)                                                                      | Bạch kim    | 0*                            |
| * Chứng nhận dựa theo doanh số tiêu thụ. ^ Chứng nhận dựa theo doanh số nhập hàng. |             |                               |